# Cora Williams

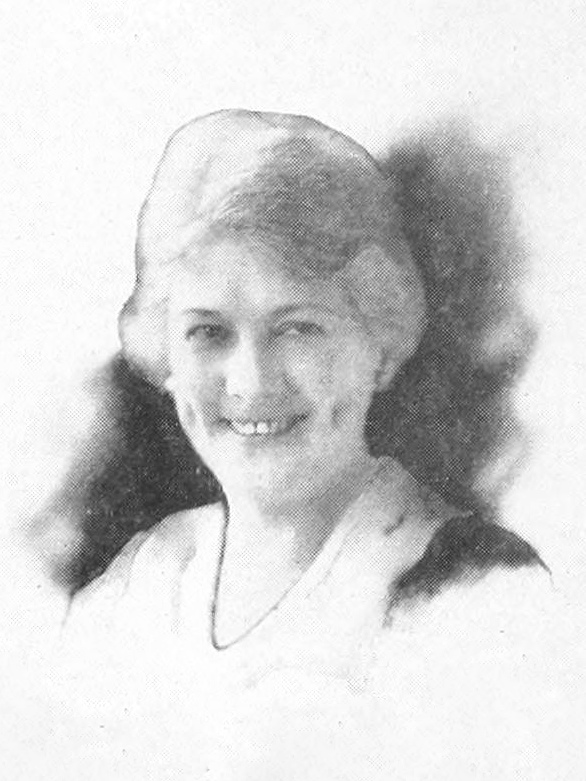
Cora Williams

Cora Williams (Chelsea, 6 dicembre 1870 – Los Angeles, 1º dicembre 1927) è stata un'attrice statunitense che lavorò nel cinema all'epoca del muto.

## Biografia
Nata nel Maine nel 1870, era soprannominata The Girl with the Dimples (la ragazza con le fossette). Passò a lavorare nel cinema nel 1912 per la Edison Company e, nella sua carriera, durata fino al 1927, prese parte a circa una sessantina di film.

## Filmografia
- For Professional Services, regia di C. Jay Williams (1912)
- The Risen Soul of Jim Grant, regia di Charles J. Brabin (1913)
- Seven Years Bad Luck, regia di Ashley Miller (1913)
- A Reluctant Cinderella, regia di C. Jay Williams (1913)
- The Prophecy, regia di Walter Edwin (1913)
- Two Little Kittens, regia di Charles M. Seay (1913)
- He Would Fix Things
- The Widow's Suitors
- The Phantom Signal
- The Actress, regia di Ashley Miller (1913)
- Deacon Billington's Downfall, regia di Charles H. France - cortometraggio (1914)
- The Call of the Footlights, regia di Charles H. France - cortometraggio (1914)
- The Active Life of Dolly of the Dailies, regia di Walter Edwin - serial (1914)
- The Drama of Heyville, regia di Ashley Miller - cortometraggio (1914)
- Mr. Sniffkins' Widow, regia di Charles M. Seay - cortometraggio (1914)
- The Adventure of the Alarm Clock, regia di Charles M. Seay - cortometraggio  (1914)
- A Night Out, regia di Charles H. France - cortometraggio (1914)
- The Mystery of the Laughing Death, regia di George Lessey - cortometraggio (1914)
- The Man Who Disappeared, regia di Charles Brabin - serial (1914)
- Her Grandmother's Wedding Dress, regia di George Lessey  - cortometraggio(1914)
- The Double Cross, regia di Charles Brabin - cortometraggio (1914)
- The Adventure of the Counterfeit Money, regia di Charles M. Seay - cortometraggio (1914)
- By Parcel Post, regia di Charles H. France - cortometraggio (1914)
- The Two Doctors, regia di George Lessey - cortometraggio (1914)
- An Up-to-Date Courtship, regia di Charles M. Seay - cortometraggio (1914)
- The Stuff That Dreams Are Made Of, regia di Charles H. France - cortometraggio (1914)
- A Tango Spree, regia di Charles M. Seay] (1914) - cortometraggio
- A Change of Business, regia di Charles M. Seay - cortometraggio (1914)
- My Friend from India, regia di Harry Beaumont, Ashley Miller - cortometraggio (1914)
- The Buxom Country Lass, regia di C.J. Williams - cortometraggio (1914)
- Making a Convert, regia di John H. Collins - cortometraggio (1914)
- A Summer Resort Idyll, regia di Charles M. Seay - cortometraggio (1914)
- On the Isle of Sarne, regia di Richard Ridgely - cortometraggio (1914)
- Bootle's Baby, regia di Ashley Miller - cortometraggio (1914)
- With Slight Variations, regia di Charles Ransom - cortometraggio (1914)
- A Double Elopement, regia di Charles M. Seay - cortometraggio (1914)
- A Matter of High Explosives, regia di Charles Ransom - cortometraggio (1914)
- The Flirt, regia di Charles Ransom - cortometraggio (1914)

- The Terrible Trunk (1915)

- The Purple Lady, regia di George Lessey (1916)
- His Parisian Wife, regia di Emile Chautard (1919)
- Eyes of the Soul, regia di Émile Chautard (1919)
- Love Wins (1919)
- The Witness for the Defense, regia di George Fitzmaurice (1919)

- Sensation Seekers, regia di Lois Weber (1927)
- Temptations of a Shop Girl, regia di Tom Terriss (1927)